# Sueña conmigo: la canción de tu vida
Sueña conmigo: la canción de tu vida es la primera banda sonora de la serie juvenil Sueña conmigo, lanzado el 29 de noviembre de 2010 bajo el sello discográfico EMI Music. A partir de su lanzamiento, el álbum logró alcanzar la segunda posición en la lista de Argentina. Además alcanzó el puesto cincuenta en el Mexican Album Charts.

## Lista de canciones
| N.º | Tema                       | Intérprete (s)                   |
| --- | -------------------------- | -------------------------------- |
| 1   | «Sueña conmigo (canción)»  | Todo el elenco                   |
| 2   | «Soy tu super star»        | Eiza Gonzalez                    |
| 3   | «Cuando yo te vi»          | Eiza Gonzalez y Santiago Ramundo |
| 4   | «Hablan de mí»             | Brenda Asnicar                   |
| 5   | «El circo de la vida»      | Santiago Ramundo                 |
| 6   | «Dime que si, dime que no» | Eiza Gonzalez                    |
| 7   | «Como perro y gato»        | Eiza Gonzalez                    |
| 8   | «Siempre te esperare»      | Brenda Asnicar                   |
| 9   | «El tren»                  | Santiago Ramundo                 |
| 10  | «Contigo todo»             | Eiza Gonzalez y Santiago Ramundo |
| 11  | «Igual que yo»             | Vanesa Gabriela Leiro            |
| 12  | «El ritmo de mi gente»     | Eiza Gonzalez y Santiago Ramundo |

## Posicionamiento en listas

### Semanales
| País        | Lista                  | Mejor posición     |
| 2010 - 2011 | 2010 - 2011            | 2010 - 2011        |
| ----------- | ---------------------- | ------------------ |
| Argentina   | Argentina Albums Chart | 2 [cita requerida] |
| México      | Mexican Album Charts   | 50                 |

## Premios y nominaciones
| Año  | Premiación     | Categoría                                      | Nominado      | Resultado                  |
| ---- | -------------- | ---------------------------------------------- | ------------- | -------------------------- |
| 2011 | Premios Gardel | Mejor Álbum Banda de Sonido de Cine/Televisión | Sueña Conmigo | Nominados [cita requerida] |